# Bibi & Tina – Die Serie
Bibi & Tina – Die Serie ist eine deutsche Kinderserie. Wie bei der gleichnamigen Kinofilmreihe führte Detlev Buck die Regie. Die Hauptrollen werden von Katharina Hirschberg und Harriet Herbig-Matten gespielt. Die Serie wurde am 3. April 2020 bei Prime Video veröffentlicht.

## Handlung
Bibi und Tina erleben mit ihren Freunden einen spannenden Sommer. Es gibt drei tragende Handlungsstränge, welche sich durch alle Folgen ziehen: das Rätsel um die Verwandtschaft des Spaniers Chico zu Graf von Falkenstein, die Angst vor dem Bau einer Kiesgrube im Kreis Rotenbrunn und Alexanders Praktikum beim Radiosender Radio Flamingo.

## Besetzung

### Hauptdarsteller
| Schauspieler          | Rolle                     | Episoden | Bemerkungen                               |
| --------------------- | ------------------------- | -------- | ----------------------------------------- |
| Katharina Hirschberg  | Bibi Blocksberg           | 1–10     | Junghexe und Freundin von Tina            |
| Harriet Herbig-Matten | Tina Martin               | 1–10     | Tochter von Susanne, Schwester von Holger |
| Franziska Weisz       | Susanne Martin            | 1–10     | Mutter von Tina und Holger                |
| Richard Kreutz        | Holger Martin             | 1–10     | Sohn von Susanne, Bruder von Tina         |
| Benjamin Weygand      | Alexander von Falkenstein | 1–10     | Sohn von Falko                            |
| Christoph Moreno      | Chico Montoya             | 1–10     | Sohn von Elena                            |
| Holger Stockhaus      | Falko von Falkenstein     | 1–10     | Vater von Alexander                       |
| Herman van Ulzen      | Dagobert                  | 1–10     | Butler von Falko                          |
| Dominikus Weileder    | Freddy                    | 1–10     | Schmied in Ausbildung, Musiker            |
| Judith Richter        | Funky Frölich             | 1–10     | Radiomoderatorin                          |
| Julia Strowski        | Kim Win Win               | 1–10     |                                           |

### Nebendarsteller
| Schauspieler   | Rolle          | Episoden   | Bemerkungen       |
| -------------- | -------------- | ---------- | ----------------- |
| Leif Lunburg   | Henk           | 2, 4, 10   | Kumpel von Freddy |
| Jovis Reissner | Klops          | 2, 4, 10   | Kumpel von Freddy |
| Dirk Schmidt   | Mühlenhofbauer | 4, 7, 9–10 | Bauer             |
| Daniel Donskoy | Dr. Eichhorn   | 5, 8       | Tierarzt          |
| Carolina Vera  | Elena          | 9–10       | Mutter von Chico  |

## Episodenliste
| Nr. | Originaltitel                                              | Erstausstrahlung D/A/CH |
| --- | ---------------------------------------------------------- | ----------------------- |
| 1   | Endlich wieder Ferien                                      | 3. April 2020           |
| 2   | Splish – Splash                                            | 3. April 2020           |
| 2   | Gastdarsteller: Celina Schultheiss (Danny)                 |                         |
| 3   | Fame ist Lame                                              | 3. April 2020           |
| 3   | Gastdarsteller: Serena Oexle (Fritzi) & Kayla Shyx (Mitzi) |                         |
| 4   | Bibi lässt die Sau raus                                    | 3. April 2020           |
| 5   | Bibi will ihre Freundin zurück                             | 3. April 2020           |
| 6   | Wahrheit oder Pflicht                                      | 3. April 2020           |
| 7   | Ein Sturm zieht auf                                        | 3. April 2020           |
| 8   | Alles im Eimer                                             | 3. April 2020           |
| 9   | Freunde sind auch Familie                                  | 3. April 2020           |
| 10  | Festival für Falkenstein                                   | 3. April 2020           |

## Soundtrack
| Titel                          | Gesungen von                                                                    | Länge | Folge |
| ------------------------------ | ------------------------------------------------------------------------------- | ----- | ----- |
| Bibi & Tina (Titelsong)        | Bibi Blocksberg & Tina Martin                                                   | 1:54  | 1–10  |
| 36 Grad                        | Bibi Blocksberg & Tina Martin                                                   | 3:46  | 1     |
| Nena                           | Chico Montoya                                                                   | 2:32  | 1     |
| Splash                         | Danny                                                                           | 2:56  | 2     |
| #Girls United                  | Bibi Blocksberg, Tina Martin, Fritzi 1 & Mitzi                                  | 3:07  | 3     |
| Crazy! City! Lady!             | Holger Martin & Kim Win Win                                                     | 1:54  | 4     |
| Tiere würden sowas niemals tun | Freddy                                                                          | 3:02  | 4, 10 |
| S.O.S.                         | Susanne Martin                                                                  | 2:34  | 5     |
| Komm zurück                    | Alexander von Falkenstein                                                       | 3:34  | 5     |
| Zombies                        | Bibi Blocksberg & Tina Martin                                                   | 3:55  | 6     |
| Panik, Panik                   | Alexander von Falkenstein                                                       | 2:25  | 7     |
| Willkommen im Leben            | Bibi Blocksberg & Tina Martin                                                   | 3:28  | 8     |
| Gib niemals auf Freund         | Bibi Blocksberg & Chico Montoya                                                 | 2:42  | 9     |
| High Five                      | Bibi Blocksberg, Tina Martin, Alexander von Falkenstein, Chico Montoya & Freddy | 3:23  | 10    |

## Fortsetzung
Am 27. Juli 2021 begannen mit Katharina Hirschberg und Harriet Herbig-Matten die Dreharbeiten für einen fünften Kinofilm Bibi & Tina – Einfach anders, der am 21. Juli 2022 in den Kinos anlief.